# Steve Rogers (baseball)
Pour les articles homonymes, voir Rogers et Steve Rogers.
Stephen Douglas Rogers (né le 26 octobre 1949 à Jefferson City, Missouri, États-Unis) est un ancien lanceur droitier des Ligues majeures de baseball. 
Il est le lanceur le plus victorieux de l'histoire des Expos de Montréal, avec qui il a passé les 13 saisons de sa carrière, de 1973 à 1985.

## Carrière
Sélectionné en première ronde (4e au total) par Montréal en 1971, il fait partie avec Gary Carter de l'alignement de la saison 1973 avec les Carnavals de Québec, un club-école des Expos. Il fait ses débuts en lançant 8 manches contre Houston le 18 juillet 1973. Les Expos l'emportent 3-2, mais il n'est pas impliqué dans la décision.
Rogers a participé 5 fois au match des étoiles et mené deux fois la Ligue nationale pour le nombre de blanchissages.
En 1981, il a remporté deux victoires contre un des meilleurs lanceurs de l'histoire, Steve Carlton, aidant les Expos à éliminer les Phillies de Philadelphie en Série de division. Il limita les Phillies à un point lors du premier match de la série et les blanchit 3-0 dans le match #5, aidant sa cause au bâton avec deux points produits.
En Série de championnat, la même année, il a lancé un match complet de sept coups sûrs dans un gain de 4-1 de Montréal dans la 3e rencontre contre les Dodgers de Los Angeles mais, amené en relève par Jim Fanning en 9e manche du dernier affrontement entre les deux équipes, il fut victime du circuit de Rick Monday qui propulsa les Dodgers en Série mondiale.
En 1982, Rogers a mené la Nationale pour la moyenne de points mérités (2,40). Il a remporté 19 victoires contre 8 défaites, complété 13 parties et blanchi l'adversaire à 4 reprises. Il a terminé deuxième derrière Steve Carlton au scrutin pour le trophée Cy Young.
Même s'il n'a jamais connu de saison de 20 victoires, il a remporté 10 matchs ou plus durant 10 saisons. Son total de 158 victoires est un sommet dans l'histoire de la franchise des Expos. Il s'est retiré en 1985, après 399 parties jouées en saison régulière, dont 393 départs. Il totalise 129 matchs complets, 37 jeux blancs et 1621 retraits sur des prises. Sa moyenne de points mérités en carrière est de 3,17.
En séries éliminatoires, il a présenté un dossier de 3-1 avec une moyenne de seulement 0,98 en 27 manches et deux tiers lancées.

## Honneurs et exploits
- A participé 5 fois au match des étoiles (1974, 1978, 1979, 1982, 1983).
- A mené la Ligue nationale pour la moyenne de points mérités (2,40) en 1982.
- A mené la Ligue nationale pour les blanchissages (5 en 1973, 5 en 1979).

## Records de franchise
Steve Rogers détient plusieurs records de la franchise des Expos de Montréal :
- Plus haut total de victoires avec l'équipe (158).
- Plus haut total de retraits sur des prises avec l'équipe (1621).
- Plus haut total de matchs complets avec l'équipe (129).
- Plus grand nombre de blanchissages avec l'équipe (37).
- Plus grand nombre de manches lancées en une saison (301,7 en 1977).
- Plus grand nombre de départs en une saison (40, en 1977).
- Plus grand nombre de départs avec l'équipe (393).

Incidemment, le grand nombre de saisons qu'il a passé avec Montréal ont aussi contribué à faire de lui le meneur dans l'histoire de la franchise dans des catégories moins enviables, comme le nombre de défaites, le nombre de coups sûrs ou de circuits accordés, le nombre de buts-sur-balles alloués ou le nombre de mauvais lancers.